# Nan Ribera
Joan Ribera Masó (Gerona, España, 22 de abril de 1975), conocido como Nan Ribera, es un exfutbolista español que se desempeñaba como centrocampista Actualmente se dedica a entrenar categorías inferiores en el club Junior CF, en Sant Cugat del Vallès.

## Clubes
| Club              | País   | Año       |
| ----------------- | ------ | --------- |
| U. E. Figueres    | España | 1997-1998 |
| R. C. D. Espanyol | España | 1998-1999 |
| Deportivo Alavés  | España | 1999-2000 |
| R. C. D. Espanyol | España | 2000-2001 |
| U. D. Salamanca   | España | 2001-2003 |
| Girona F. C.      | España | 2003-2004 |